# Орден девяти углов
«Орден девяти углов» (англ. Order of Nine Angles) (ONA; O9A)  — сатанинская неонацистская неоязыческая организация, созданная в начале 1970-х годов в Великобритании Дэвидом Мьяттом, бывшим телохранителем лидера британских неонацистов Колина Джордана и уличным активистом его Британского движения. Организация прославляла «тёмную, разрушительную сторону жизни» через продвижение антихристианских, элитарных и социал-дарвинистских доктрин.

## История
Мьятт сочетал свою деятельность на крайне правом политическом фронте с интересом к чёрной магии. В 1973 году он встретил женщину, возглавлявшую ONA, небольшую сатанистско-викканскую группу, традиции и практики которой заинтересовали его. ONA заявляла о своём происхождении от культа тёмной, жестокой богини, который, по мнению сторонников, господствовал в Альбионе (Англии) ещё в 4000 году до н. э. Группа заявляла, что является языческой природной религией, обряды которой связаны с приливами и отливами космических энергий, восходом определённых звёзд в весенний и осенний сезоны. Её церемонии проводились в хенджах и каменных кругах. Согласно собственной мифологии группы, с приходом христианства этот древний культ перешёл на положение тайного, практиковался и передавался горсткой людей со времён Средневековья, особенно в Валлийских марках, на земле его доисторических истоков. Реальная ONA началась в 1960-х годах, когда эта женщина объединила три малоизвестных неоязыческих храма под названием Camlad, Noctulians и Храм Солнца в новый орден.
После эмиграции лидера ONA в Австралию Мьятт принял управление орденом и занялся систематизацией и развитием его учения, создав развитую систему посвящения и подготовки адептов.

## Учение
В своих ранних ритуалах ONA использовала сатанинскую мессу, в ходе которой адепты призывали дух Адольфа Гитлера как «благородного спасителя», что рассматривалось как форма «позитивного богохульства». В других практиках ONA использовались кристаллы и звуковые вибрации, известные как «эзотерическая песнь» (Esoteric Chant), физические испытания, выполнение опасных задач или трудных работ (Insight Roles), предназначенные для развития личности и лидерских качеств. Церемонии включали магические действия, основанные на древе Вирда, семеричном символе астрологических и алхимических соответствий между индивидуальной психикой и естественным порядком вещей. В период с 1976 по начало 1990-х годов Мьятт написал более десяти книг по ритуалам ONA, в том числе «Чёрные книги Сатаны», «Квартет Деофела», «Наос», «Хостия» и «Гистерон Протерон». Начиная с 1988 года ONA также издавало периодическое издание «Фенрир», название которого отсылало к волку из скандинавской мифологии.

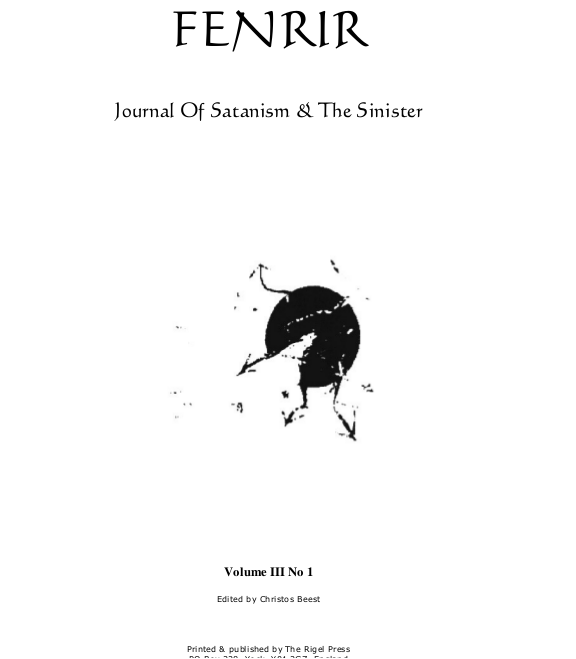
Издание «Фенрир»

Мьятт отверг квазирелигиозную организацию и церемонии «Церкви Сатаны», «Храма Сета» и других сатанинских групп. ONA обвиняет «Церковь Сатаны» в попытке создать «добрый» сатанизм. По мнению Мьятта, традиционный сатанизм выходит далеко за рамки принципа удовольствия и включает в стремление к самообладанию, самопреодолению в ницшеанском смысле и, в конечном счёте, космической мудрости, достигаемой только при приложении больших усилий. Его концепция сатанизма практична, с акцентом на индивидуальный рост в царстве тьмы и опасностей, происходящий посредством практических действий, связанных с доблестью, выносливостью и риском для жизни. Природа рассматривается как театр хаотических аморальных сил — как светлых, так и тёмных — которые способствуют эволюционному прогрессу, идущему посредством борьбы, гибели одних и выживания других. Поэтому «истинный сатанист» должен преодолеть свою ограниченность в причинном, физическом мире, чтобы установить прямой контакт и соединиться с надличностной сферой акаузальных зловещих сил космоса. Доступ в акаузальное царство осуществляется через «нексионы», врата или углы древа Вирда, которые дают название ордена. Эти нексионы создаются злыми деяниями и «богохульными» ритуалами.
Мьятт выводил слово англ. evil («зло») из готского термина ubils, означающего «выход за рамки должной меры», что связано с его учением о самопреодолении. Он утверждает, что сатанизм требует совершения действий, которые обычно считаются запрещёнными, незаконными и злыми, посредством чего посвящённый может причаститься к аморальным и акаузальным сферам зловещих сил. В связи с этим практика ONA предполагает человеческие жертвоприношения как форму посвящения и отказа от человеческой морали. Мьятт написал рекомендации по отбору и тестированию opfers (жертв). Предполагается, что такой «отбор людей» усилит контакт сатаниста с тёмными акаузальными силами, поскольку считается, что война, убийство и кровопролитие обладают мощной, зловещей и эволюционной ценностью. Он утверждает, что избранные жертвы уже подвергаются осуждению со стороны общества, однако его упоминание о христианах и журналистах как о потенциальных кандидатах говорит об обратном. В рамках учения утверждается, что человеческие жертвоприношения связаны с древней традицией ONA, согласно которой жертвы приносились для умилостивления богини Бафомет во время весеннего равноденствия и восхода звезды Арктур осенью. Апология Мьяттом человеческих жертвоприношений привела к резким спорам и осуждению его со стороны Акино и других, которые стремятся сделать сатанизм социально приемлемым.
ONA имеет ступенчатую иерархию, разработанную Мьяттом — Семиступенчатый путь, используемый для обучения сатанистов. Неофит концентрируется на частном изучении орденской литературы и саморазвитии. Посвящённый берёт магического компаньона противоположного пола и практикует систему сфер и путей ONA на древе Вирда, описанную в ритуальной книге «Наос». Эта система происходит от каббалистического Древа Жизни, знакомого Мьятту из церемониальной магии «Золотой зари». Для магического достижения определённых целей используется Звёздная игра, трёхмерная система оккультных соответствий. Сложные испытания физической выносливости и стойкости развивают решимость и жизненную силу. Предполагается, что на следующей ступени посвящения внешний адепт создаст собственную магическую группу или храм и возьмёт на себя роль лидера, чтобы развить навыки власти. Посредством активной практики адепт осуществляет манипулирование другими, развивает властную харизму, удовлетворяет сексуальные и материальные потребности. Будучи внутренним адептом, сатанист тренируется в «эзотерических песнях» и практикует продвинутую форму Звёздной игры, которая, как заявлено, оказывает эзотерическое влияние на историю и политику в течение длительных периодов времени (известную как Эоника, Aeonics). Следующий ритуал уровня Бездны (Abyss) включает в себя ритуальное отступление, жизнь в полном одиночестве в изолированной естественной среде в течение трёх месяцев с минимумом еды и отсутствием крова. Далее следуют три высших ранга — Мастер Храма/Хозяйка Земли, Маг/Магистра и Бессмертный.
В сравнении с эклектичной природой американского сатанизма многие идеи и ритуалы ONA близки к нативистской традиции викки и других форм неоязычества. Частое упоминание слова wyrd, англосаксонского термина, обозначающего судьбу, отсылает к «исконной» дохристианской традиции. Годовой цикл отмечается церемониями в дни равноденствия, восхода звёзд и других астрономических событий. Проводится сжигание благовоний из веток и листьев лещины, бука и других местных деревьев, что также предполагает укоренённость ордена в английской природе. Утверждается, что устную передачу традиции обеспечивает несколько пожилых людей из сельской местности. К местам, связанным древними церемониями, особенно в Шропшире и Херефордшире, проводятся «чёрные паломничества». В своих рассказах о «традиционном сатанизме» среди сельского населения в XIX веке и в более раннее время Мьятт изображает мир ведьм, крестьянских колдунов, объявленных вне закона, оргий и кровавых жертвоприношений в одиноких хижинах в лесах и долинах этой местности, где он жил с начала 1980-х годов.
В ONA присутствует «эоника», форма магии, согласно адептам, непосредственно связанная с историей и политикой. На эту идею Мьятт был вдохновлён книгой Арнольда Тойнби «Постижение истории» (1933—1961), в которой утверждается, что каждая высшая цивилизация проходит через органический жизненный цикл роста, испытаний, зрелости и упадка. Адаптируя эту схему к своему магическому мировоззрению, Мьятт вводит «эон» как временное проявление акаузальной энергии, выраженное в конкретных архетипах, этосе и религиозном культе каждой цивилизации. Следуя Тойнби, Майатт выделяет общую периодичность для главных мировых цивилизаций, включая Египет, Шумер, Эллинистический мир, Индию, Японию, Китай и Запад. Каждая цивилизация, по его мнению, существует от 1500 до 1700 лет. Примерно через 800 лет роста цивилизация подвергается той или иной форме испытания, которая инициирует Смутное время, продолжающееся в среднем от 398 до 400 лет. Заключительная стадия, характеризующаяся наличием сильного военного имперского режима, длится ещё 390 лет, после чего происходит окончательное падение цивилизации. Мьятт утверждал, что в период 1990—2011 годов должно было появиться Универсальное Государство или Империум Запада, связанное с возрождением нацизма, которое просуществует до 2390 года.

## Преступления, связываемые с Орденом

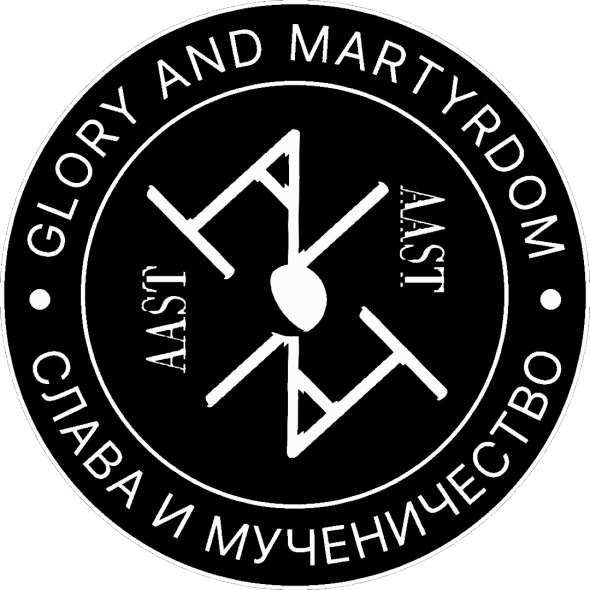
Эмблема AAST

Согласно отчёту Кабинета министров Великобритании, опубликованному 30 марта 2023 года: «Признание деятельности незаконной на сегодняшний день является важным инструментом в противодействии влиянию органов и организаций, стремящихся к осуществлению террористической деятельности. Несмотря на то, что запутанные идеологии, подобные Ордену Девяти Углов, лежат за пределами юридического понятия терроризма, министерство внутренних дел Великобритании рассматривает возможность запрета O9A — это долгожданное событие».
AAST — российская группировка боевиков ONA, имеющая связи с Atomwaffen Division и являющаяся частью коалиции неонацистских группировок, принимающих участие во вторжении на Украину, состоящей из таких объединений как: Atomwaffen Russland, группы «Русич» и Русского имперского движения.
1 июля 2024 года Петербургский областной суд признал литературу и различные тексты, издаваемые организацией экстремистскими и запрещёнными к распространению на территории РФ, так как посчитал, что тексты способствуют «пропаганде, одобрению идеологии насилия, экстремизма, терроризма, возбуждению ненависти и вражды к людям, не разделяющим взгляды сатанистов». В число запрещённых судом книг входит «Чёрная книга Сатаны» в трёх частях и религиозный текст «Храм Крови».

## В культуре
В серии романов «Джек Найтингейл» автора Стивена Лизера сатанинский «Орден девяти углов» — ведущие антагонисты. Точно так же вымышленная сатанинская группа под названием «Орден девяти ангелов» появляется в романе Конрада Джонса «Ребёнок дьявола» 2013 года. В другом из своих романов, «Чёрный ангел», Джонс включил страницу под названием «Дополнительная информация» с предупреждением об «Ордене девяти углов».